# Скульптор Алессандро Вітторія
«Скульптор Алессандро Вітторія» (італ. Lo scultore Alessandro Vittoria) — картина італійського живописця Джованні Баттісти Мороні (1522–1578), представника брешіанської школи. Створена приблизно у 1552–1553 роках. Зберігається у колекції Музею історії мистецтв у Відні (інв. №GG 78).
Картина походить з колекції ерцгерцога Леопольда Вільгельма (1614–1662) з 1659 року.
На полотні зображений провідний венеційський скульптор XVI століття Алессандро Вітторія (1525–1608) за роботою, тримаючи у руках успішно відновлений античний торс. Такі безпосередні «ділові портрети», суворість (також і у використанні кольору) і ломбардська точність сильно вплинули не тільки на сучасників Мороні, але і на таких художників як Караваджо і Антоніс ван Дейк.